# Quedius vexans
Quedius vexans är en skalbaggsart som beskrevs av Eduard Eppelsheim 1881. Quedius vexans ingår i släktet Quedius, och familjen kortvingar. Enligt den svenska rödlistan är arten sårbar i Sverige. Arten förekommer i Götaland. Artens livsmiljö är jordbrukslandskap.